# Longeville-lès-Saint-Avold
Longeville-lès-Saint-Avold (Duits: Lungenfeld bei Sankt Avold) is een gemeente in het Franse departement Moselle (regio Grand Est). De plaats maakt deel uit van het arrondissement Forbach-Boulay-Moselle. Longeville-lès-Saint-Avold telde op 1 januari 2022 3.592 inwoners.

## Geografie
De oppervlakte van Longeville-lès-Saint-Avold bedroeg op 1 januari 2022 24,54 vierkante kilometer; de bevolkingsdichtheid was toen 146,4 inwoners per km².

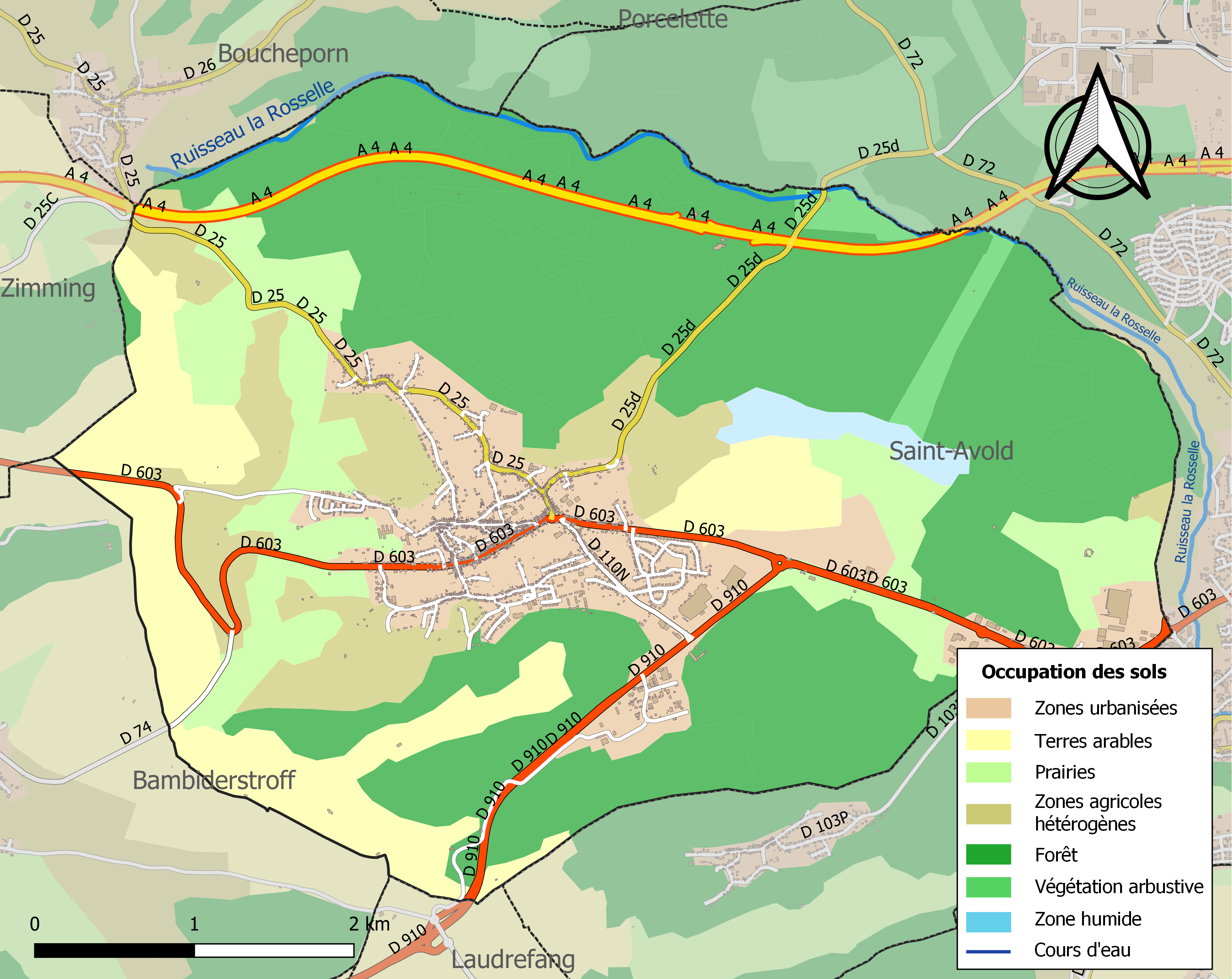
Kaart van de gemeente met de belangrijkste infrastructuur, bodemgebruik en omliggende gemeenten

## Demografie
Onderstaande figuur toont het verloop van het inwonertal (bron: INSEE-tellingen).